# Castiglion Fibocchi
Castiglion Fibocchi – miejscowość i gmina we Włoszech, w regionie Toskania, w prowincji Arezzo.
Według danych na styczeń 2009 gminę zamieszkiwało 2200 osób przy gęstości zaludnienia 85,7 os./1 km².

## Miasta partnerskie
- Veurey-Voroize